# Betriebskrankenkasse der Siemag
Die Betriebskrankenkasse der Siemag (Siemag BKK) war eine geöffnete Betriebskrankenkasse mit Sitz in Hilchenbach. Eine Mitgliedschaft war für alle Personen, die in Nordrhein-Westfalen, Baden-Württemberg, Bayern, Brandenburg, Hamburg, Hessen, Rheinland-Pfalz und Sachsen wohnen und/oder beschäftigt waren, möglich.
Ihren Ursprung hatte die BKK in den Unternehmen: Gebr. Klein, Dahlbruch (1858); Siemag (1939).

## Beitragssätze
Seit 1. Januar 2009 werden die Beitragssätze vom Gesetzgeber einheitlich vorgegeben. Die BKK erhob bis 31. Dezember 2014 keinen einkommensunabhängigen Kassenindividueller Zusatzbeitrag. Ab dem 1. Januar 2015 erhob sie einen einkommensabhängigen Zusatzbeitrag in Höhe von 0,7 Prozent des beitragspflichtigen Einkommens. Ab dem 1. Januar 2017 wurde dieser einkommensabhängige Zusatzbeitrag auf 1,4 Prozent des beitragspflichtigen Einkommens angepasst.

## Geschichte
Die Betriebskrankenkasse der SIEMAG wurde am 1. Juli 1858 gegründet. Am 1. Januar 2008 fusionierte sie mit der Betriebskrankenkasse der Waldrich Siegen Werkzeugmaschinen GmbH, die am 12. Juni 1924 entstanden ist.
Laut Beschluss des Verwaltungsrates vom 6. Mai 2013 (Satzungsänderung) führte die Kasse die Kurzbezeichnung "SIEMAG BKK", mit der sie unter geändertem Corporate Design seit dem 24. Juni 2013 offiziell auftrat.
Am 1. Januar 2022 schloss sie sich mit der Novitas BKK zusammen.